# Chromatoiulus byzantinus
Chromatoiulus byzantinus är en mångfotingart som först beskrevs av Karl Wilhelm Verhoeff 1901.  Chromatoiulus byzantinus ingår i släktet Chromatoiulus och familjen kejsardubbelfotingar. Inga underarter finns listade i Catalogue of Life.